# Mont Amir
Le mont Amir (הר אמיר) est un massif rocheux situé dans la région nord-ouest des monts de Samarie. Il est délimité au nord-ouest par le cours d'eau Iron, au sud-est par la vallée de Dotan et à l'ouest par la côte maritime. Le point culminant du mont Amir, la pointe Iskandar, s'élève à 527 mètres d'altitude et surplombe la ville d'Umm al-Fahm. Selon certains spécialistes, Iskandar proviendrait de la déformation de « Alexandre », rappelant le souvenir de Alexandre Jannée. Le nom Amir (« sommet ») est dû à la forte élévation des lieux.
Le mont Amir est composée de roches calcaires.
La moyenne des précipitations annuelles sur les lieux est de 600 mm.
Le mont Amir se situe en outre à proximité de routes marchandes antiques.
Jusqu'à la Guerre des Six Jours, la frontière traverse le massif rocheux. Le moshav Meï-Ami, installé tout proche de la frontière, sert jusqu'alors de position avancée.